# Los arcángeles no juegan a las máquinas de petaco

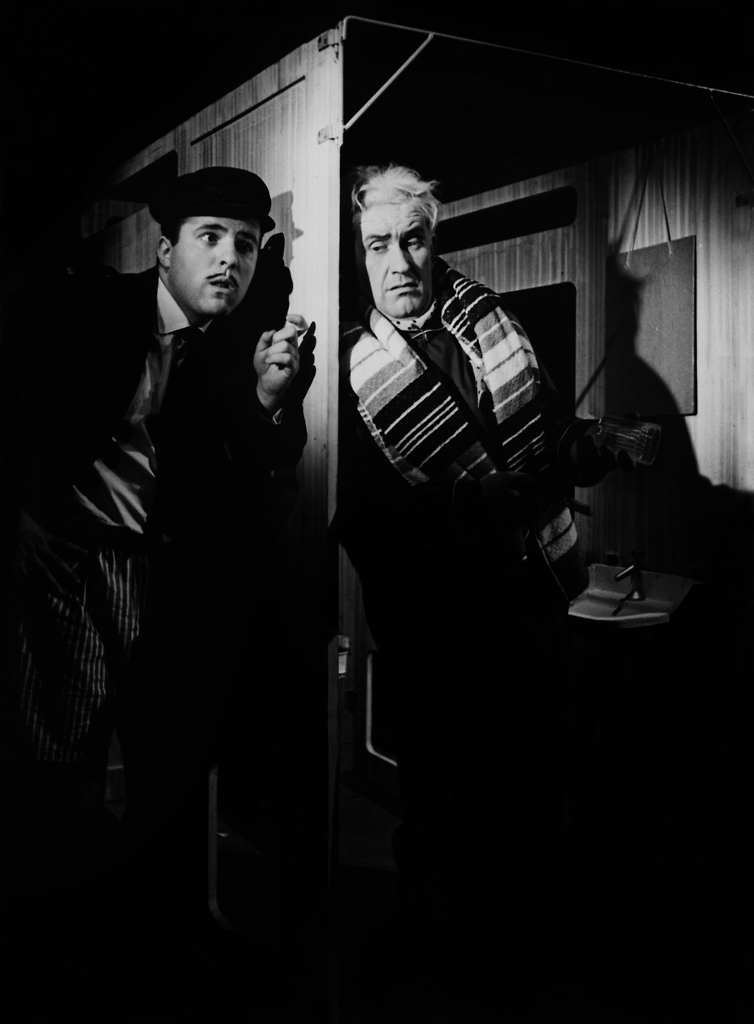
Dario Fo, Los arcángeles no son autómatas, Drama SNG de Liubliana. Janez Hočevar (Antonio) y Jurij Souček (El pastelero).

Los arcángeles no juegan a las máquinas de petaco, también traducida al español como Los arcángeles no juegan al billar (Gli arcangeli non giocano a flipper en su título original) es una obra de teatro en tres actos, la primera de las escritas por el dramaturgo italiano Dario Fo, Premio Nobel de Literatura, estrenada en 1959. Está inspirada en un relato de Augusto Frassineti.

## Argumento

### Acto I
Tempo Sereno, apodado el Lungo es un hombre bondadoso e inocente que siempre resulta ser el objeto de bromas y burlas por parte de su grupo de amigos. Estos, para humillar una vez más a Lungo, contratan a una prostituta, de nombre Ángela para que finja ser una princesa albanesa deseosa de casarse con él. Llegado a un punto, Ángela decide acabar con la broma y expulsa a todos de la sala, excepto a la víctima, que le confiesa que es perfectamente consciente de la situación, pero que calla porque solo de esa manera puede beneficiarse de la caridad de los otros, dada su situación de indigencia.

### Acto II
Lungo se traslada a Roma para solicitar la pensión de invalidez que le corresponde como herido de guerra. Sin embargo, en las oficinas del padrón, Lungo aparece inscrito como un braco italiano, un perro vagabundo. Se trata de una de las fechorías que llevó a cabo en su día un funcionario que había perdido la razón. Lungo es informado que para modificar la inscripción, la única opción que le queda es ingresar en un albergue para perros abandonados y transcurridos los tres días preceptivos se certifique su muerte. Solo entonces, podrá reinscribirse en el padrón como un ser humano. Ante la amenaza del dueño del albergue de ejecutar realmente a Lungo, en lugar de simplemente fingirlo, el desdichado se hace adoptar por un prestidigitador que pretende convertirlo en atracción de feria. Lungo consigue escapar a base de mordiscos. En la huida, monta furtivamente en un tren, donde es confundió con un ministro que accidentalmente había quedado atrapado en el lavabo. Llegados al destino, Lungo, confundido con el ministro, es acompañado por el alcalde para el acto de inauguración de las obras de una escuela. Se anuncia la llegada de la esposa del ministro, ante el pánico de Lungo. Esposa, que resulta ser Ángela, la amante del político. 

### Acto III
El alcalde, creyéndolo todavía ministro, le concede a Lungo una bolsa con nueve millones de liras para la construcción de un albergue canino. Sin embargo, aparece el verdadero ministro. El Lungo, acorralado y tras haber prometido amor eterno a Angela, despierta de lo que parece haber sido solo un sueño. Se repite entonces la escena de la boda ficticia, solo que en este caso con una mujer muy poco agraciada. Lungo maldice a los arcángeles por jugar con su destino como si fuera una máquina de petaco. Solo entonces la mujer despeja su maquillaje para revelarse como la misma Angela. Curiosamente, sin embargo, aún conserva los nueve millones entregados por el alcalde. Los amigos intentan un acercamiento fingidamente amistoso al Lungo para intentar hacerse con parte del botín. Sin embargo, este, en un arranque de ira, lanza la bolsa por la ventana. Los amigos escapan a recuperar el dinero. Lungo y Angela se prometen amor y entonces, en un nuevo juego de los arcángeles, el protagonista saca de su bolsillo una nueva bolsa repleta de billetes.

## Representaciones destacadas
- Teatro Odeon, Milán, 11 de septiembre de 1959. Estreno.[3]
  - Dirección: Dario Fo.
  - Intérpretes: Dario Fo (Lungo), Franca Rame (Angela), Giulio Brogi, Piero Nuti, Antonio Cannas.

- Teatro de la Zarzuela, Madrid, 9 de marzo de 1961.[4]
  - Escenografía: Eduardo Fuller.
  - Intépretes: Anastasio Alemán, Lina Canalejas, Antonio Soto, José María Escuer, Margarita Calahorra, Adolfo Gallo, Isabel de Osca.